# Célestin Joseph Félix
Pour les articles homonymes, voir Félix.
Célestin Joseph Félix, né le 28 juin 1810 à Neuville-sur-Escaut, dans le Nord (France) et mort le 6 juillet 1891 à Lille (France) est un prêtre jésuite français et prédicateur de renom. Il donna les conférences de Carême à Notre-Dame-de-Paris de 1853 à 1870.

## Biographie
Fils de Nicolas Joseph Félix, cabaretier, et de Marie-Rose Maréchal, tous deux de Neuville-sur-Escaut. Célestin-Joseph commença ses études chez les Frères de la Doctrine Chrétienne et les continua au petit séminaire de Cambrai, où il acheva ses études secondaires. En 1833, il fut nommé professeur de rhétorique, reçut les ordres mineurs et le diaconat, et en 1837 il entra dans la Compagnie de Jésus.
Il commença son noviciat à l'abbaye de Tronchiennes en Belgique, le continua à l'abbaye de Saint-Acheul, le termina au collège de Brugelette (des jésuites français en exil en Belgique), où il étudia la philosophie et les sciences. Après avoir terminé à Louvain ses études de théologie, il fut ordonné prêtre en 1842 et revint à Brugelette, pour y tenir la classe de rhétorique et enseigner la philosophie. Ses premiers sermons de Carême, prêchés à Ath, et en particulier celui qu'il consacra au vrai patriotisme, lui valurent bien vite une réputation d'éloquence.
Appelé à Amiens en 1850, il introduisit l'enseignement de la rhétorique au Collège de la Providence et prêcha à la cathédrale pendant l'Avent et le Carême. Ses qualités oratoires se remarquant de plus en plus, il fut appelé à Paris. Il prêcha tout d'abord à Saint-Thomas-d'Aquin en 1851, et en 1852 prononça les sermons de Carême à Saint-Germain-des-Prés, et ceux de l'Avent à Saint-Sulpice. C'est alors que Mgr Sibour l'appela pour succéder au père Lacordaire, et au jésuite Ravignan à la chaire de la Cathédrale Notre-Dame de Paris (1853 à 1870).
Les conférences des trois premières années n'ont pas été publiées dans leur intégralité. En 1856, le père Félix commença le sujet dont il fit l'important travail de sa vie: le progrès par le christianisme. Cette question fait l'objet d'une série de conférences de Carême, publiée en quinze volumes. Le progrès sous toutes ses formes, qu'il s'agisse de l'individu ou de la famille, dans la science, l'art, la morale, ou le gouvernement, est traité à la fois avec rigueur dans la doctrine et largeur dans les vues. Chaque année, dans sa prédication de la retraite de Pâques, qui avait été inaugurée par le père de Ravignan, le père Félix résumait les conclusions pratiques de ces conférences.
Pendant  qu'il était à Paris, et surtout au cours de son séjour à Nancy (1867-1883), et à Lille (1883-1891), il parla dans presque toutes les grandes cathédrales de France et de Belgique. En 1881, il se rendit à Copenhague pour diriger les exercices de l'Avent, et il prononça un discours célèbre sur l'autorité.
Il fonda en 1865 L'Œuvre de Saint-Michel pour la diffusion de « bons livres » et il consacra les loisirs de ses dernières années à composer plusieurs ouvrages et à revoir ses Retraites à Notre-Dame, dont il publia six volumes.
Mort à Lille le 6 juillet 1891, il est inhumé au cimetière de Neuville-sur-Escaut

## Œuvres
Une liste de ses œuvres se trouve dans la Bibliothèque de la Compagnie de Jésus de Sommervogel.

## Sources
- (en) Cet article est partiellement ou en totalité issu de l’article de Wikipédia en anglais intitulé « Célestin Joseph Félix » (voir la liste des auteurs).